# Noliproctis milupa
Noliproctis milupa is een vlinder uit de familie spinneruilen (Erebidae), onderfamilie donsvlinders (Lymantriinae). De wetenschappelijke naam van deze soort is voor het eerst geldig gepubliceerd in 1980 door Nye.
De soort komt voor in tropisch Afrika.